# Noctua interjecta
Noctua interjecta là một loài bướm đêm thuộc họ Noctuoidea. Nó được tìm thấy ở châu Âu.
Sải cánh dài 31–36 mm. Chiều dài cánh trước là 14–17 mm. Con trưởng thành bay làm một đợt from cuối tháng 6 đến tháng 8 .
Ấu trùng ăn nhiều loại cỏ và cây thảo như Meadowsweet và Malva sylvestris.

## Phụ loài
- Noctua interjecta interjecta (Alps, miền nam France, miền bắc và tây nam Spain, miền bắc Portugal, Italy, Bulgaria, miền bắc Hy Lạp và Romania)
- Noctua interjecta caliginosa (Schawerda, 1919) (miền nam và miền trung England, Wales, miền nam Ireland, miền bắc France, Belgium, Luxemburg, Hà Lan, miền bắc Germany, Đan Mạch, miền nam Sweden, the Czech Republic và Austria)

## Hình ảnh

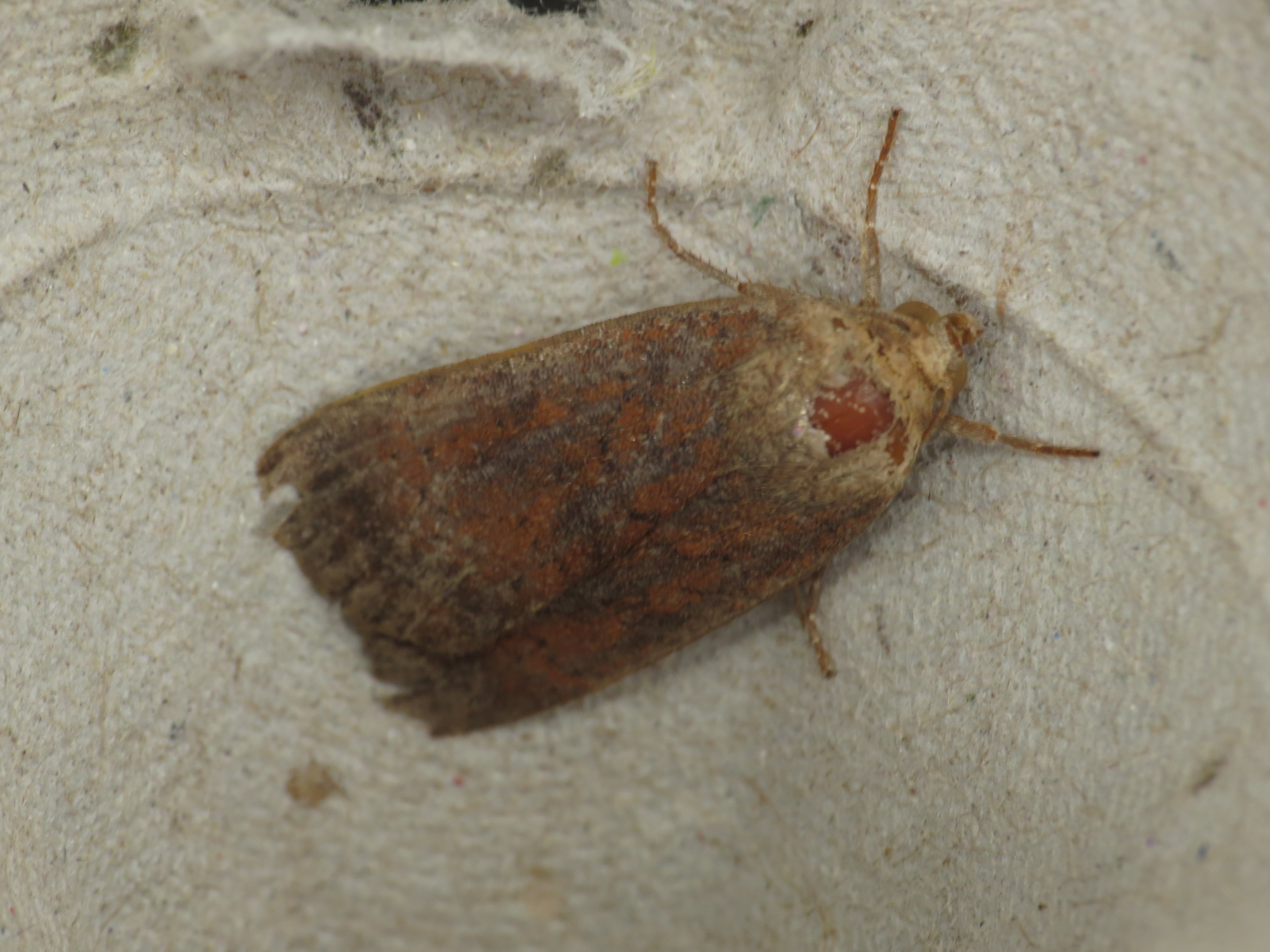
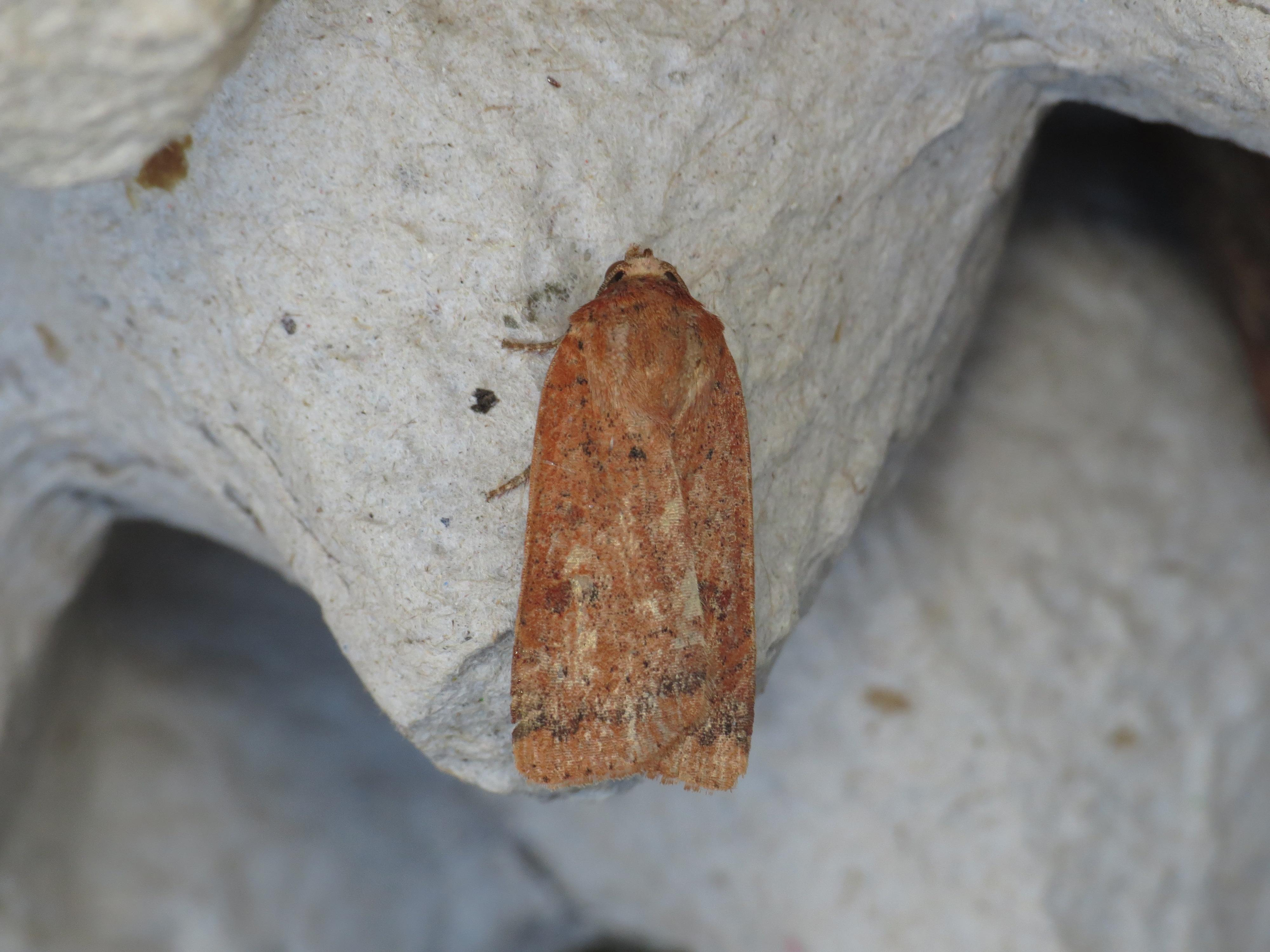
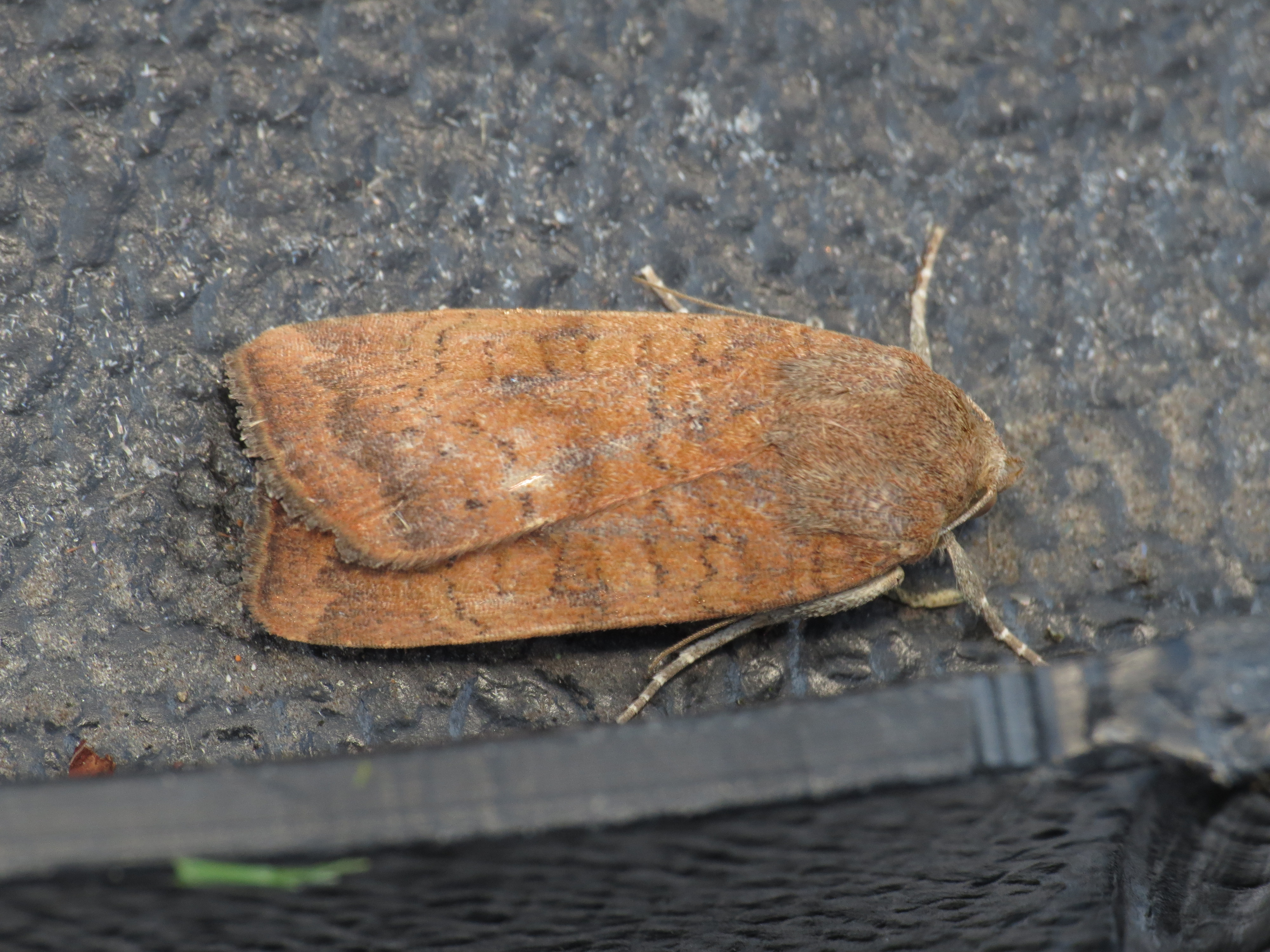
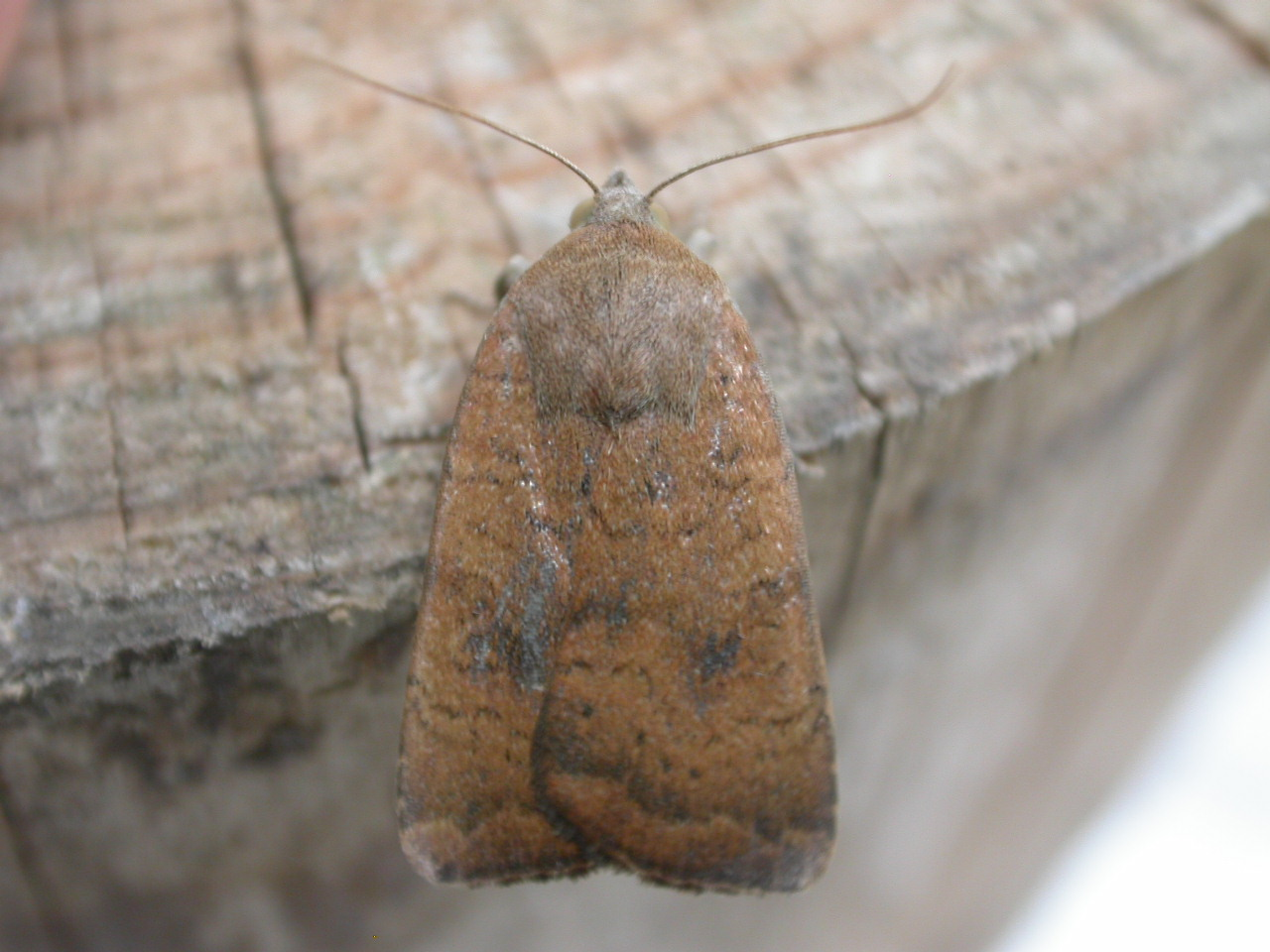